# Glasow (Udmurtien)
Glasow (russisch Глазов, udmurtisch Глаз/Glas) ist eine Stadt mit 85.340 Einwohnern (Stand 2025) in der Teilrepublik Udmurtien in Russland.
Sie liegt an der Transsibirischen Eisenbahn (Kilometer 1163) und am Fluss Tschepza. Die Entfernung zu Moskau beträgt ungefähr 1160 km und zur Republikhauptstadt Ischewsk 180 km. Die Vorfahren des ehemaligen sowjetischen Staatschefs Michail Gorbatschow mütterlicherseits waren lange in Glasow als unfreie Bauern ansässig.

## Geschichte

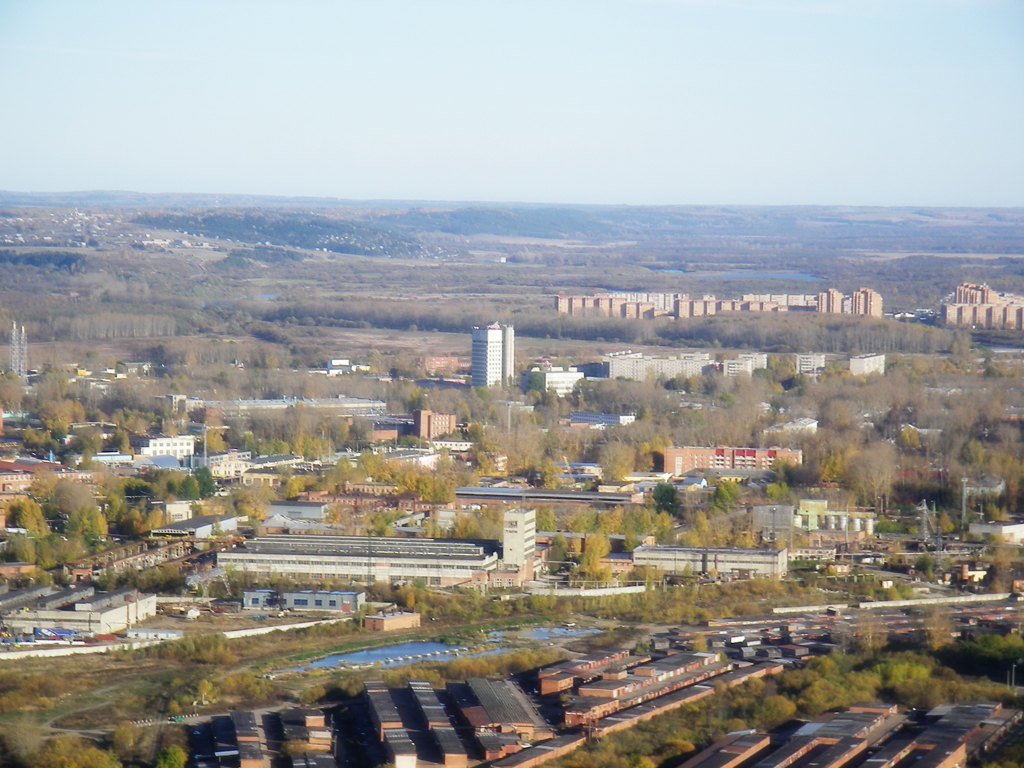
Blick über Glasow

Erstmals schriftlich erwähnt wurde der Ort im Jahr 1678, damals als Dorf Glasowo, das seinen Namen von einem dortigen Adelsgeschlecht mit dem Familiennamen Glasow bekam.
1780 erhielt Glasow im Zuge einer Gebietsreform den Stadtstatus und wurde der Provinz Wjatka zugesprochen. Zu jener Zeit hatte der Ort aber nicht einmal 1000 Einwohner und galt auch danach noch längere Zeit als eine überaus unbedeutende und abgelegene Stadt. Aus diesem Grund wurde er auch als Verbannungsort genutzt. Auch der bekannte Autor Wladimir Korolenko lebte dort in den 1880er-Jahren in politischer Verbannung.
Ende des 19. Jahrhunderts wurde durch die Stadt eine Eisenbahnlinie verlegt, die später Bestandteil der Transsibirischen Eisenbahn wurde. Dies führte dazu, dass sich in Glasow im frühen 20. Jahrhundert Handel mit landwirtschaftlichen Erzeugnissen entwickelte. Erste Industrie entstand hier allerdings erst in der Sowjetzeit.
Im späteren 20. Jahrhundert wurde Glasow vorwiegend mit neuen Wohnvierteln aus Plattenbauten erweitert. Bis heute erhalten ist aber auch die Altstadt, die nach einem Generalplan der 1780er-Jahre aufgebaut wurde und auch eine Reihe von traditionellen Holzhäusern beinhaltet.

### Bevölkerungsentwicklung
| Jahr | Einwohner |
| ---- | --------- |
| 1897 | 3.509     |
| 1939 | 16.459    |
| 1959 | 59.012    |
| 1970 | 68.348    |
| 1979 | 81.144    |
| 1989 | 104.072   |
| 2002 | 100.894   |
| 2010 | 95.854    |

Anmerkung: Volkszählungsdaten

## Wirtschaft
Hauptindustriebetrieb in Glasow ist heute der Tschepezki Mechanitscheski Sawod, der sich unter anderem auf die Verarbeitung von Rohstoffen für die Produktion von Atomreaktoren spezialisiert. Das Unternehmen gehört zum TWEL-Konzern und untersteht damit der Rosatom. Außerdem gibt es in der Stadt Maschinenbau, Baustoff- und Chemieindustrie, eine Möbel- und eine Futtermittelfabrik.

## Weiterführende Bildungseinrichtungen
- Filiale der Staatlichen Technischen Universität Ischewsk
- Staatliches Pädagogisches Institut Glasow

## Söhne und Töchter der Stadt
- Michail Schuljatikow (1845–1893), Revolutionär und Schifffahrtsspezialist
- Alexander Tscharuschnikow (1852–1913), Verleger
- Olga Knipper (1868–1959), Schauspielerin, Ehefrau von Anton Tschechow
- Wjatscheslaw Nagowizyn (* 1956), Politiker
- Konstantin Astrachanzew (* 1967), Eishockeyspieler
- Alexei Tschupin (* 1972), Eishockeyspieler
- Dmytro Zyrul (* 1979), ukrainischer Eishockeyspieler
- Iwan Lekomzew (* 1985), Eishockeyspieler
- Jevgenijus Šuklinas (* 1985), litauischer Kanute
- Alexej Baumgärtner (* 1988), deutscher Eisschnellläufer
- Jelena Jefajewa (* 1989), Eiskunstläuferin
- Nikolai Kasakowzew (* 1990), Eishockeyspieler
- Jelisaweta Tuktamyschewa (* 1996), Eiskunstläuferin